# El somriure de la Mona Lisa
El somriure de la Mona Lisa  (títol original: Mona Lisa Smile ) és una pel·lícula estatunidenca, dirigida per Mike Newell amb Julia Roberts de protagonista i estrenada el 2003. Ha estat doblada al català.

## Argument
Aquest film explica la història d'una dona als anys 1950, Katherine Watson (Julia Roberts), que, estudiant de Berkeley a Califòrnia, accepta la plaça de professora d'història de l'art en una prestigiosa escola exclusivament femenina: Wellesley College.
Els cursos que dona en aquest establiment estricte tracten d'art i també de la condició femenina en la societat de 1953.
Aquest film segueix la determinació de l'estudiant a afrontar els costums de la societat i de la institució de 1953. La jove professora Watson va convèncer i inspirar les seves alumnes de tenir el coratge de lluitar per tenir l'existència que s'estimarien realment.

## Repartiment
- Julia Roberts: Katherine
- Kirsten Dunst: Betty
- Julia Stiles: Joan
- Maggie Gyllenhaal: Giselle
- Ginnifer Goodwin: Connie
- Dominic West: Bill
- Juliet Stevenson: Amanda
- Marcia Gay Harden: Nancy
- Topher Grace: Tommy Donegal
- Terence Rigby: Dr. Edward Staunton
- John Scurti: Stanley Sher
- Jordan Bridges: Spencer Jones
- John Slattery: Paul
- Marian Seldes: Jocelyn Carr
- Tori Amos: cantant
- Donna Mitchell: Mare de Betty

## Rebuda
- "Ens impliquem amb els personatges, compadim els seus somnis i esperances d'un matrimoni al final del túnel, i al final ens sentim alleujats d'haver escoltat a Miss Watson i d'haver-nos convertit en les meravelloses persones que som avui dia."[3]
- "Mr. Newell és un mestre dels bons sentiments ajuntant unes peces que el seu buit és en part emmascarat per l'experiència d'un repartiment de pes."[4]
- Premis 2003: Critics' Choice: Nominada a Millor cançó